# Mezium fausti
Mezium fausti là một loài bọ cánh cứng trong họ Ptinidae. Loài này được Heyden miêu tả khoa học năm 1886.